# Nora Heschl
Nora Heschl (* 28. Februar 1987 in Oberwart, Burgenland) ist eine österreichische Schauspielerin.

## Leben
Ihre Kindheit verbrachte sie in Stegersbach, sie besuchte in Oberschützen das Gymnasium und nahm im Alter von vier Jahren ihre ersten Ballettstunden. Sie absolvierte eine Tanzausbildung am Performing Centre Austria in Wien und spielte im Kindermusical Xmas – Eine schöne Bescherung sowie in der Show Stars of Tomorrow der Kindermusicalcompany mit. 2006 maturierte sie.
Ihr Leinwanddebüt hatte sie 2002 in der österreichischen Komödie Poppitz, in der sie die Tochter von Gerry Schartl (Roland Düringer) spielte.

## Filmografie

### Kino
- 2002: Poppitz

### Fernsehen
- 2002: Ludwig (Pilotfilm)
- 2002: Trautmann – „Das Spiel ist aus“
- 2003: Dinner for Two
- 2003: Medicopter 117 – „Feuer!“
- 2004: Zuckeroma
- 2004: Kommissar Rex
- 2004: Meine schöne Tochter
- 2004: Novotny & Maroudi – Zahngötter in Weiß (Pilotfilm)
- 2004: Vier Frauen und ein Todesfall – „Warm abgetragen“
- 2004: SOKO 5113 – „Ein Engel stirbt“
- 2004: SOKO Kitzbühel – „Fehler im System“
- 2005: 11er Haus
- 2005: Novotny & Maroudi – Zahngötter in Weiß (Sitcom, 1. Staffel)
- 2005: Feine Dame
- 2006–2011: Oben Ohne (Fernsehserie, 4 Staffeln)
- 2006: Novotny & Maroudi – Zahngötter in Weiß (Sitcom) 2. Staffel
- 2007: Schwarzer Löwe
- 2008: Der Nikolaus im Haus
- 2008: Tango im Schnee
- 2008: Die Bauernprinzessin 3
- 2008: Neele's Traum
- 2009: Oben Ohne Weihnachtsspecial
- 2010: Die Landärztin
- 2016: The Weird Ones